# Rhipogonum elseyanum
Rhipogonum elseyanum är en enhjärtbladig växtart som beskrevs av Ferdinand von Mueller. Rhipogonum elseyanum ingår i släktet Rhipogonum och familjen Rhipogonaceae. Inga underarter finns listade.